# Научный (платформа)
Научный (укр. Науковий) — железнодорожная платформа Южной железной дороги, находящаяся в посёлке Высокий в районе «Научный», где расположен дом-музей Г. Хоткевича. Невдалеке от платформы — окружная дорога города Харькова. Поезда дальнего следования, а также некоторые пригородные по платформе Научный не останавливаются.

## Путевое развитие
Чётный и нечётный пути перегона Покотиловка-Мерефа.

## Сооружения
Здание вокзала с кассой.

## Поезда
Участок Харьков-Мерефа обслуживается исключительно электропоездами ЭР2, ЭР2Р, ЭР2Т, ЭТ2 РПЧ-1 и РПЧ-4. В чётном направлении поезда идут до станции Харьков-Пассажирский, в нечётном — до станций Мерефа, Змиёв, Борки, Лихачёво, Беляевка, Лозовая, Власовка, Красноград.